# Grandiosa manifestazione per il primo maggio 1913 ad Andria
 Grandiosa manifestazione per il primo maggio 1913 ad Andria  (“indetta dalle classi operaie”) è un documentario uscito nel 1913, dedicato alla cittadina della Puglia.
La pellicola è molto importante perché è in assoluto la seconda girata in Puglia, dopo il documentario turistico Manfredonia, Southern Italy (del 1912).
Il documentario muto in bianco/nero dura 10 minuti e risale esattamente ad un secolo fa. Attraverso i diversi “quadri” si delinea il percorso del corteo. Nel filmato appare la foto di Cataldo Balducci, decano della cinematografia sin dal 1909, con la gestione di cinematografi in provincia di Bari, per la casa di produzione Turrita Film (Noleggio e distribuzione film di Balducci e Fabiano) con sede in Bari.

## Trama
Il documentario mostra varie scene della manifestazione indetta dalle classi operaie in occasione della festa del lavoro, per il primo maggio 1913, nella Città di Andria. È diviso in 7 quadri, intitolati: Il corteo percorre via Cavour; il corteo a via Ettore Fieramosca; il corteo in piazza Vittorio Emanuele; il corteo verso via Garibaldi; Piazza e palazzo Municipale; Ingresso a Porta Sant'Andrea e vista a monumento a Federico II, panorama di Andria visto dal campanile di Via Carmine.
Le immagini di queste strade affollate di uomini, tutti con il cappello, con la banda che suona, alcune bandiere e anche il passaggio di una diligenza.

## Produzione
Il documentario è prodotto da Cataldo Balducci per la Turrita Film (di Balducci e Fabiani), che sarà attiva in Puglia ancora nel 1945, con la produzione del film lungometraggio Il richiamo della strada.
Lo stesso giorno fu girato un film analogo nella vicina città di Corato, dal titolo Grandiosa manifestazione per il primo maggio 1913 a Corato indetta dalle leghe operaie ; il film risulta attualmente disponibile esclusivamente in collezioni private.